# Klaus Winkelmann
Klaus Winkelmann (* 26. Januar 1939 in Stettin; † 23. April 2007 in Bad Gandersheim) war ein deutscher Fußballspieler.
In den 1960er Jahren spielte Winkelmann in der Fußball-Oberliga, der damals höchsten Spielklasse im deutschen Fußball. Seine Stationen waren in der Jugend die SVG GW Bad Gandersheim sowie später als Profi der 1. SC Göttingen 05 sowie der VfV Hildesheim, mit dem er 1961 bis 1962 drei DFB-Pokal-Spiele  absolvierte. Er spielte als Mittelstürmer.
Klaus und sein Bruder Fred Winkelmann wechselten für die Ablöse von ca. 50.000 DM zum VfV Hildesheim.